# بتبس
بتبس إحدى قرى مركز شبين الكوم التابع لمحافظة المنوفية بجمهورية مصر العربية.

## التاريخ
ذكرها علي مبارك في كتابه الخطط التوفيقية، حيث ذكر أنها من قرى مديرية المنوفية بقسم مليج، وأن بها جامع بمنارة.

## السكان
بلغ عدد سكان بتبس 6,827 نسمة، حسب الإحصاء الرسمي لعام 2006.